# La Coupole (Clermont-Ferrand)
 (janvier 2025).
 (janvier 2025).
La mise en forme du texte ne suit pas les recommandations de Wikipédia : il faut le « wikifier ».
Les points d'amélioration suivants sont les cas les plus fréquents. Le détail des points à revoir est peut-être précisé sur la page de discussion.
- Les titres sont pré-formatés par le logiciel. Ils ne sont ni en capitales, ni en gras.
- Le texte ne doit pas être écrit en capitales (les noms de famille non plus), ni en gras, ni en italique, ni en « petit »…
- Le gras n'est utilisé que pour surligner le titre de l'article dans l'introduction, une seule fois.
- L'italique est rarement utilisé : mots en langue étrangère, titres d'œuvres, noms de bateaux, etc.
- Les citations ne sont pas en italique mais en corps de texte normal. Elles sont entourées par des guillemets français : « et ».
- Les listes à puces sont à éviter, des paragraphes rédigés étant largement préférés. Les tableaux sont à réserver à la présentation de données structurées (résultats, etc.).
- Les appels de note de bas de page (petits chiffres en exposant, introduits par l'outil «  Source ») sont à placer entre la fin de phrase et le point final[comme ça].
- Les liens internes (vers d'autres articles de Wikipédia) sont à choisir avec parcimonie. Créez des liens vers des articles approfondissant le sujet. Les termes génériques sans rapport avec le sujet sont à éviter, ainsi que les répétitions de liens vers un même terme.
- Les liens externes sont à placer uniquement dans une section « Liens externes », à la fin de l'article. Ces liens sont à choisir avec parcimonie suivant les règles définies. Si un lien sert de source à l'article, son insertion dans le texte est à faire par les notes de bas de page.
- La présentation des références doit suivre les conventions bibliographiques. Il est recommandé d'utiliser les modèles {{Ouvrage}}, {{Chapitre}}, {{Article}}, {{Lien web}} et/ou {{Bibliographie}}. Le mode d'édition visuel peut mettre en forme automatiquement les références.
- Insérer une infobox (cadre d'informations à droite) n'est pas obligatoire pour parachever la mise en page.

Pour une aide détaillée, merci de consulter Aide:Wikification.
Si vous pensez que ces points ont été résolus, vous pouvez retirer ce bandeau et améliorer la mise en forme d'un autre article.
Pour les articles homonymes, voir La Coupole et Coupole.
La Coupole est un théâtre situé dans le quartier des Salins, au centre-ville de Clermont-Ferrand. Inauguré en novembre 2019, il doit son nom à la coupole conçue par l'architecte Valentin Vigneron,, en 1962.

## Architecture
Le théâtre La Coupole s’inscrit dans un ensemble architectural comprenant quatre immeubles de hauteurs variables, tous réalisés par Valentin Vigneron. La coupole centrale, élément caractéristique de cet édifice, se présente sous la forme d’un cône culminant à 6,60 mètres, avec un diamètre d’environ 8 mètres à sa base. Bien que sa présence ne soit pas immédiatement perceptible depuis la rue, elle constitue l’élément central de la salle.
Sur la façade extérieure, les piliers ornés de mosaïques rouges constituent une signature récurrente de l’architecte.

## Historique
Le rez-de-chaussée du complexe, où se trouve aujourd’hui le théâtre, a accueilli différentes activités au fil du temps :
- Centre de formation du Trésor Public ;
- Centre Emmaüs ;
- Deux salles de sport successives (dont une réservée aux femmes) ;
- Salle de spectacle privée « La Coupole »

Divers réaménagements ont été entrepris pour adapter l’espace à ces usages successifs. L’inauguration du théâtre actuel remonte à novembre 2019.

## Activités et distinctions
La Coupole est dirigée par Johan Falkouska. Malgré sa relative discrétion architecturale, le lieu a acquis une réputation notable sur les scènes locale et nationale. Il a notamment été récompensé par plusieurs prix Cyranos et au festival Off d’Avignon.